# 7,62 × 39 mm

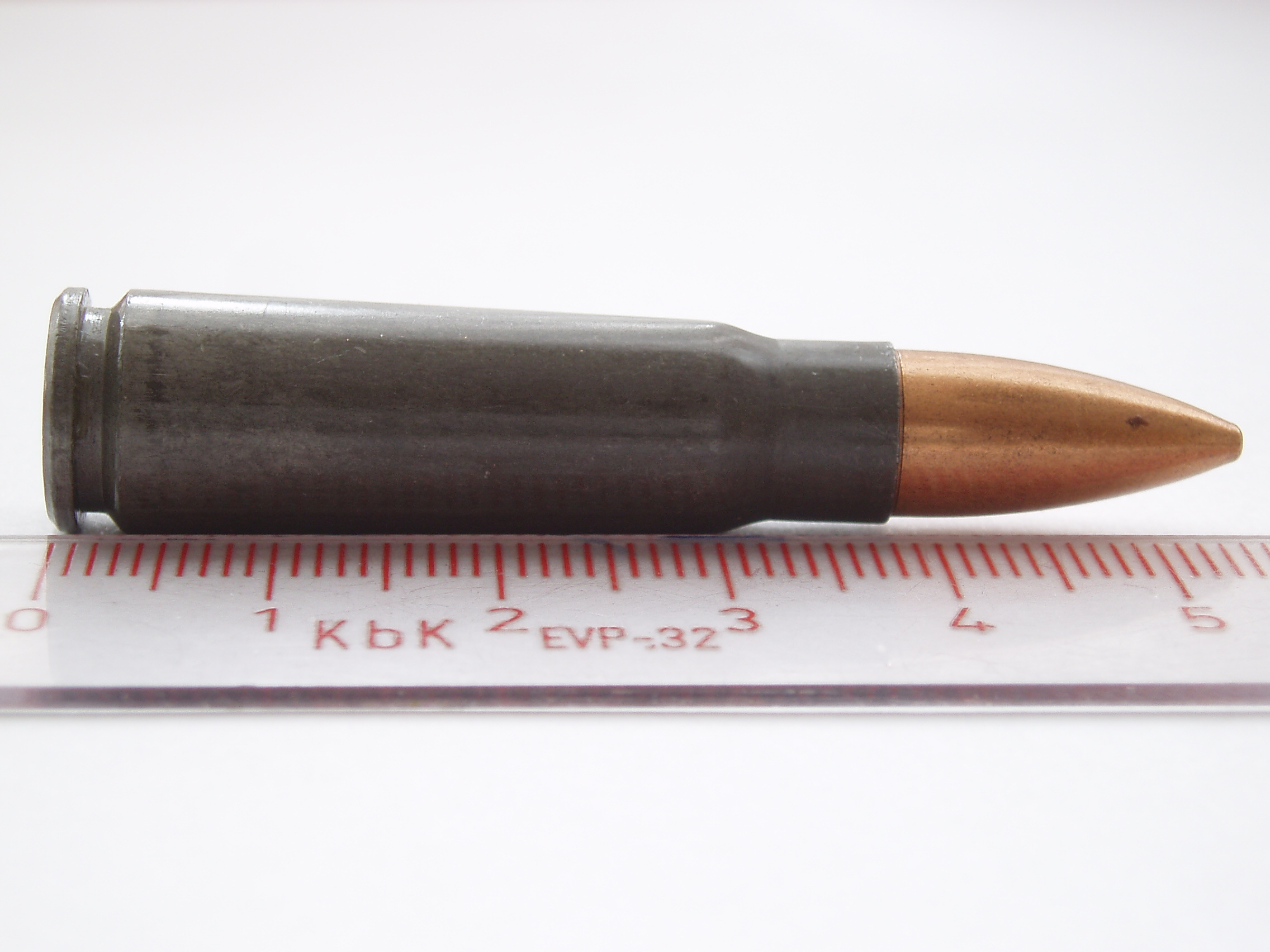
Náboj 7,62 × 39 mm

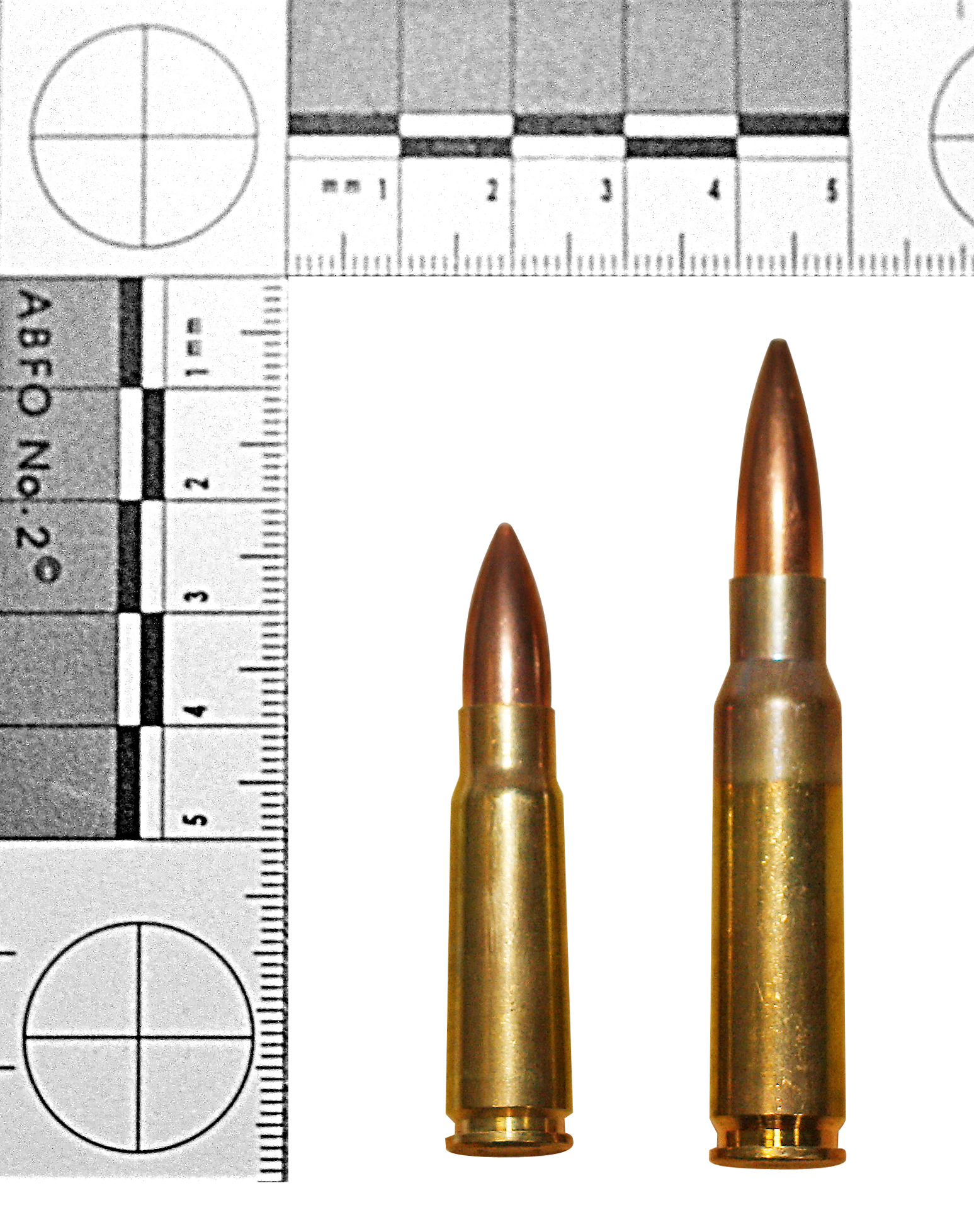
Srovnání nábojů 7,62 × 39 a 7,62 × 51 mm NATO

7,62 × 39mm (také 7.62 Soviet nebo .30 Russian Short) je zkrácený puškový náboj s bezokrajovou nábojnicí lahvovitého tvaru vyvinutý v SSSR během druhé světové války. Kvůli celosvětovému rozšíření sovětských pušek SKS a AK-47, jakož i lehkých kulometů RPD a RPK je střelivo používáno jak vojenskými, tak civilními zbraněmi.
Krátce po druhé světové válce vznikla útočná puška AK-47, která se později stala nejrozšířenější vojenskou puškou na světě a 7,62 × 39mm zůstal sovětským standardním nábojem až do 70. let, kdy byl v sovětských službách z velké části nahrazen nábojem 5,45 × 39 mm, který byl představen spolu s novou puškou AK-74. V 21. století zůstává 7,62 × 39 mm běžně využíván, a to i pro nově vyvinuté pušky jako je AK-15.

## Historie
7,62 × 39mm vznikl v Sovětském svazu během 2. světové války. Poprvé byl použit v pušce SKS. Tento náboj byl pravděpodobně ovlivněn různými zahraničními náboji, zejména předválečným německým experimentálním nábojem GeCo 7,75 × 39mm a nejspíš i německým nábojem z pozdějších období 2. světové války 7,92 × 33mm Kurz. Krátce po válce byla vyrobena nejznámější zbraň, která kdy tento náboj používala, AK-47.
Tento náboj zůstal hlavním sovětským nábojem až do 70. let 20. století a stále je světově nejpoužívanějším středně výkonným puškovým nábojem.
Byl nahrazen nábojem 5,45 × 39 mm, který je sice o něco méně výkonný, ale schopný střelby na delší vzdálenosti (to je dáno lehčí střelou a vyšší úsťovou rychlostí). (Jednalo se o odpověď na to, že NATO přešlo z náboje 7,62 × 51 mm NATO na 5,56 × 45 mm NATO).

## Konstrukce

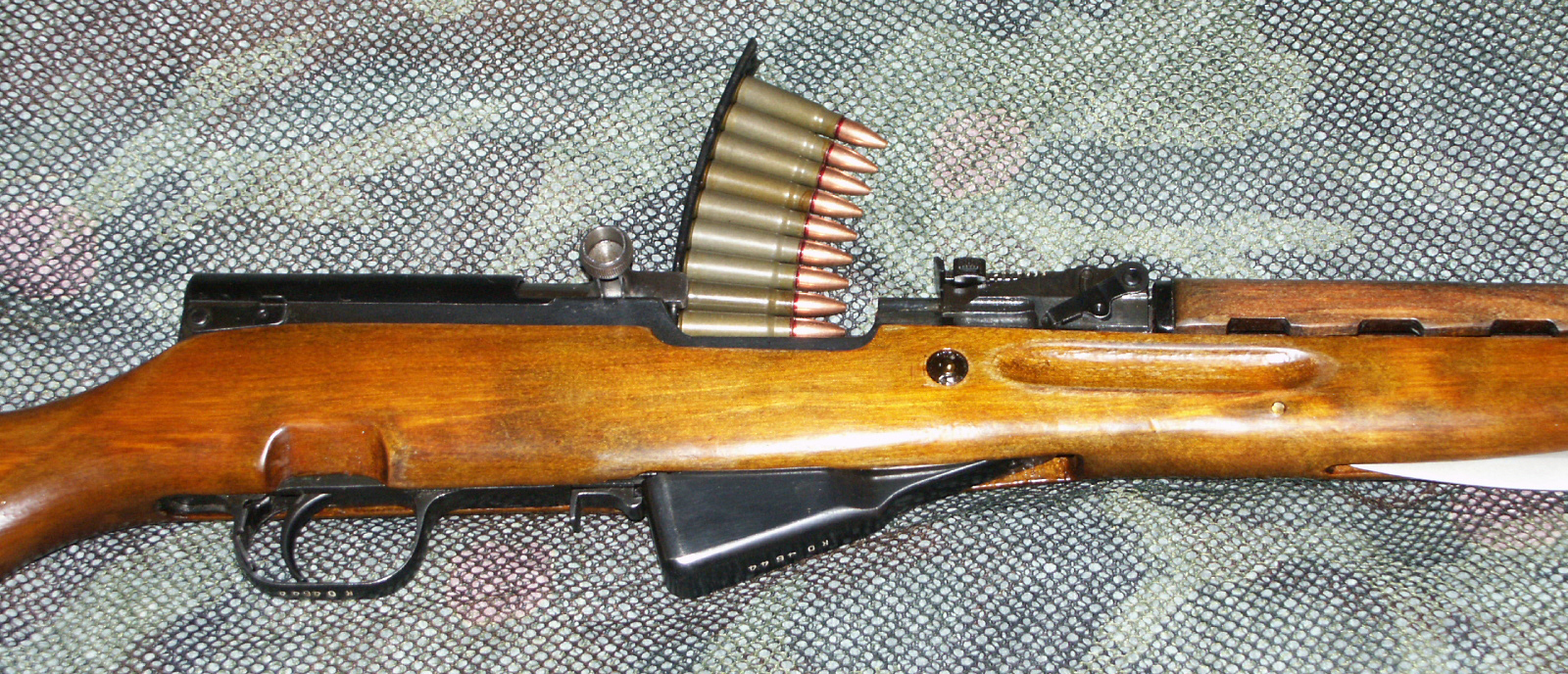
Puška SKS s páskem na deset nábojů 7,62 × 39 mm

Původní sovětské střely používané v tomto náboji mají tvar boat-tail. Jsou složeny z ocelového jádra pokrytého olověnou košilkou a pláštěm z oceli plátované tombakem. Používá se zápalka typu Berdan a ocelová nábojnice. Nábojnice má lahvicový tvar. Díky tomu je zajištěna spolehlivá funkce automatických a poloautomatických zbraní. Tento tvar nábojnice má za následek typicky prohnutý tvar zásobníků automatických zbraní pro tento druh náboje.
Tento náboj má podobný výkon a balistickou charakteristiku jako starý náboj .30-30 Winchester, který se používal v Americe pro lovecké účely. Díky nízké ceně a dovozu levných pušek typu SKS se stal vhodným levným loveckým nábojem.
Jedná se o jeden z nejlevnějších puškových nábojů se středovým zápalem. Často levnější i než náboje do krátkých palných zbraní. Ale v letech 2005/2006 začala jejich cena v Americe výrazně stoupat díky objednávkám pro Afghánskou armádu.

## Varianty

### M43

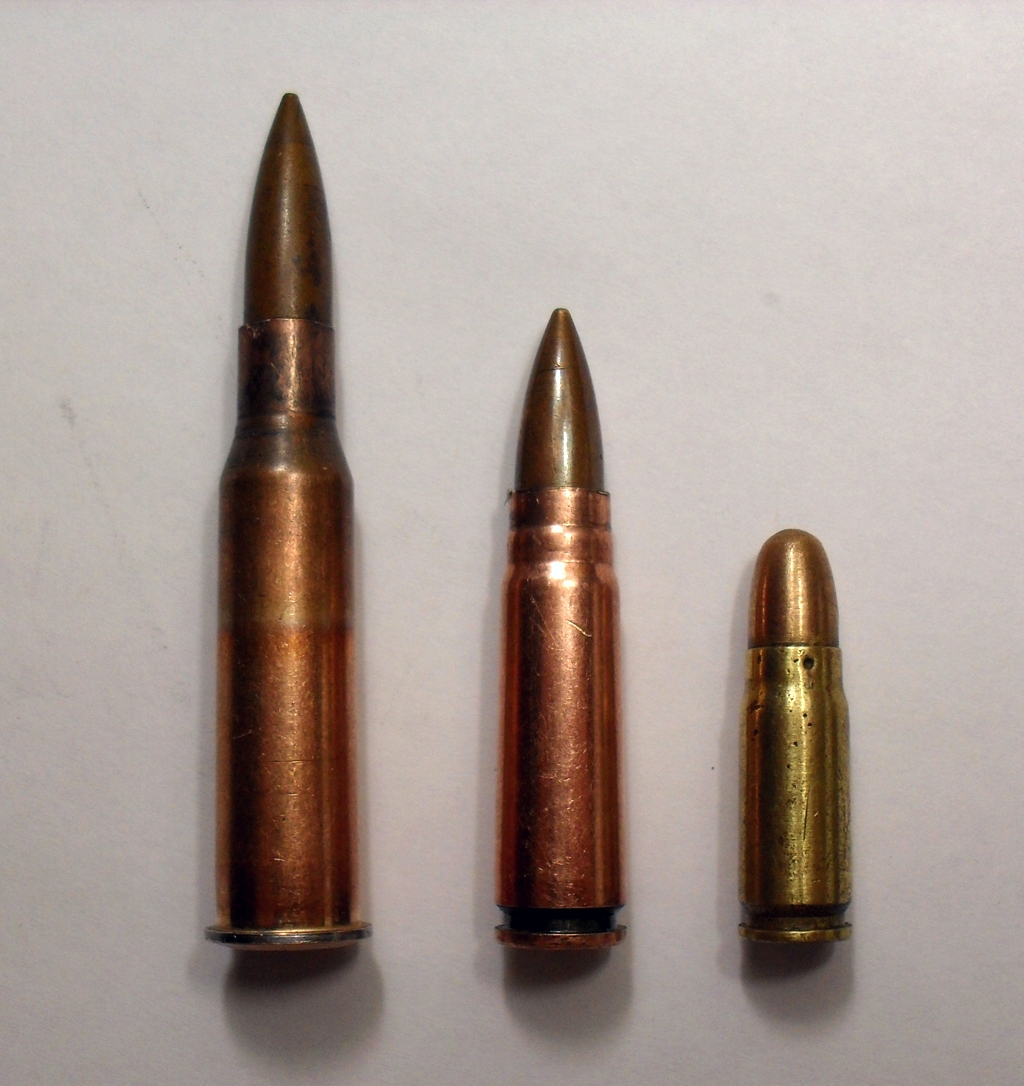
Zleva: 7,62 × 54 mm R, 7,62 × 39 mm a 7,62 × 25 mm Tokarev.

Původně se v tomto náboji používala střela M43. Problém ale byl v tom, že při průletu tkáněmi byly velmi stabilní. Tuto stabilitu začala ztrácet až po přibližně 30 cm. Takže pokud střela nezasáhla nějaký životně důležitý orgán, tak rána byla relativně malá a rychle se léčila.

### M67
V 60. letech 20. století se v Jugoslávii experimentovalo s novou konstrukcí střely. Výsledkem byla střela typu M67. Ta byla o něco delší a měla méně plochou základnu než M43, čehož bylo dosaženo zejména odstraněním jádra z měkké oceli. Díky tomu došlo k posunutí těžiště více dozadu v porovnání s M43. Takže při průletu tkáněmi se střela destabilizovala o téměř 17 cm dříve. Destabilizace znamená, že střela přestane být natočená špičkou dopředu, ale začne rotovat kolem osy kolmé k nejdelšímu rozměru. Tudíž v některých chvílích letí skrz tkáně natočená bokem. To má za následek velmi širokou ránu, která se dlouho léčí.
Vzhledem k tomu, že nedochází ke fragmentaci střely (jako např. u 5,56 × 45 mm NATO), způsobená zranění nemusí být stále příliš závažná.

## Synonyma názvu
- .30 Russian
- 7,62 mm M.43
- 7,62 mm Kalashnikov
- 7,62 mm M.67
- 7,62 mm 1957
- 7,62 mm Russian M.43
- 7,62 mm Russian Short
- 7,62 mm Soviet
- 7,62 mm Soviet Short
- 7,62 mm Type56
- 7,62 mm Vz 57
- 7,62 × 38,6 Russian 1943
- 7,62 × 39 AK47 Short Range
- 7,62 × 39 USSR
- 7,62 × 39 Russian Short
- 7,62 × 39 Soviet M43
- SAA 2560

## Specifikace

Nákres s přesnými rozměry náboje

Průměrná hmotnost střely: 8 g (123 grainů)

Průměrná úsťová rychlost: 710 m/s

Průměrná úsťová energie: 2000 J

Průměr střely: 7,92 mm (0,311")

Celková délka náboje: 55,80 mm (2,197")

Typ zápalky: Berdan

## Použití
- A-91 – Ruská útočná puška
- AEK-971 – Ruská útočná puška
- AK-47/AKM
- AK-97
- AK-103
- Kulomet vz. 52/57
- Puška vz. 52/57
- Samopal vzor 58
- Ruger Mini 30
- CZ 527
- KA 17 KolArms
- RK 62
- SKS
- CZ 805[4][5]
- Zastava M70 – jugoslávská útočná puška